# Coney Island (historieta)
Coney Island es una historieta italiana de género policíaco de la casa Sergio Bonelli Editore, creada por Gianfranco Manfredi.
Se trata de una miniserie de 3 números mensuales, editados desde abril a junio de 2015.

## Argumento y personajes
Nueva York, años 1920. La camarera Brenda, una chica provincial hermosa y aparentemente ingenua, se mudó a la gran ciudad en busca de una vida mejor. Se siente atraída por el bizarro Mister Frolic, un ilusionista del Luna Park de Coney Island que, detrás de sus trucos, esconde un increíble secreto y un pasado oscuro. A su pesar, Brenda se ve involucrada en el mundo criminal y le tocará a Jack Sloane, un arisco detective de la policía, intentar ayudarle.